# Paquet de cigarrets

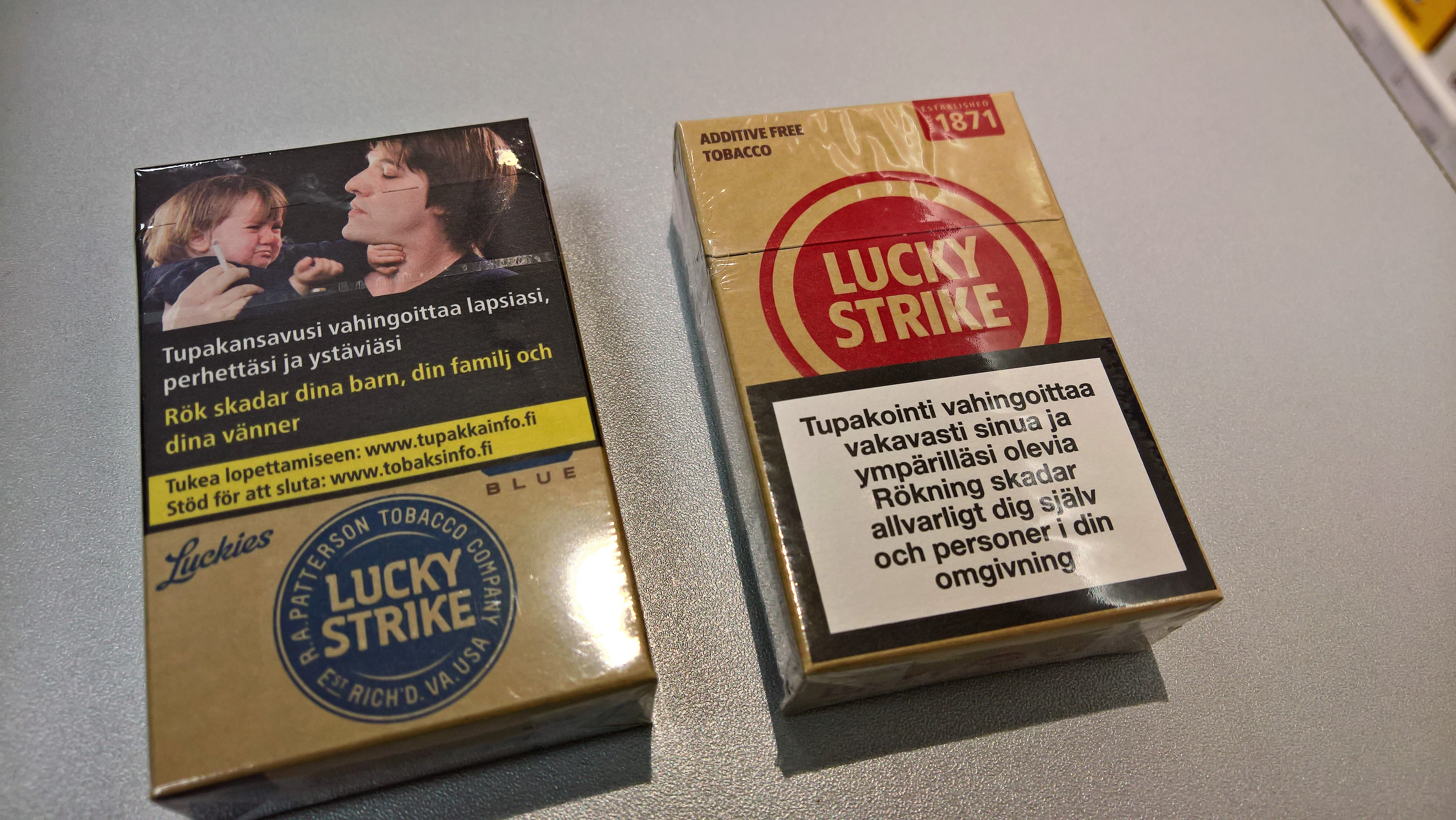
A l'esquerra, un nou paquet de cigarretes finlandès Lucky Strike segons una nova directiva de la UE amb una foto d'advertència; a la dreta, un pack obsolet de color vermell. Alguns països, com França, Regne Unit i Austràlia, van més enllà en els seus advertiments (empaquetat neutre).

Un paquet de cigarrets o paquet de cigarretes, és un recipient rectangular, majoritàriament de cartró, que conté cigarretes. L'envàs està dissenyat amb una làmina protectora del sabor, paper o plàstic, i segellat mitjançant una pel·lícula de plàstic transparent hermètica. Estirant les pestanyes, s'obre el paquet. Els paquets durs es poden tornar a tancar després d'obrir-los, mentre que els paquets tous no.
Els paquets de cigarretes solen contenir missatges d'advertència segons el país on es venen. A la Unió Europea, la majoria de les advertències sobre el tabac estan estandarditzades. S'ha concedit una patent per a un paquet de cigarretes que conté un recipient per eliminar les burilles.

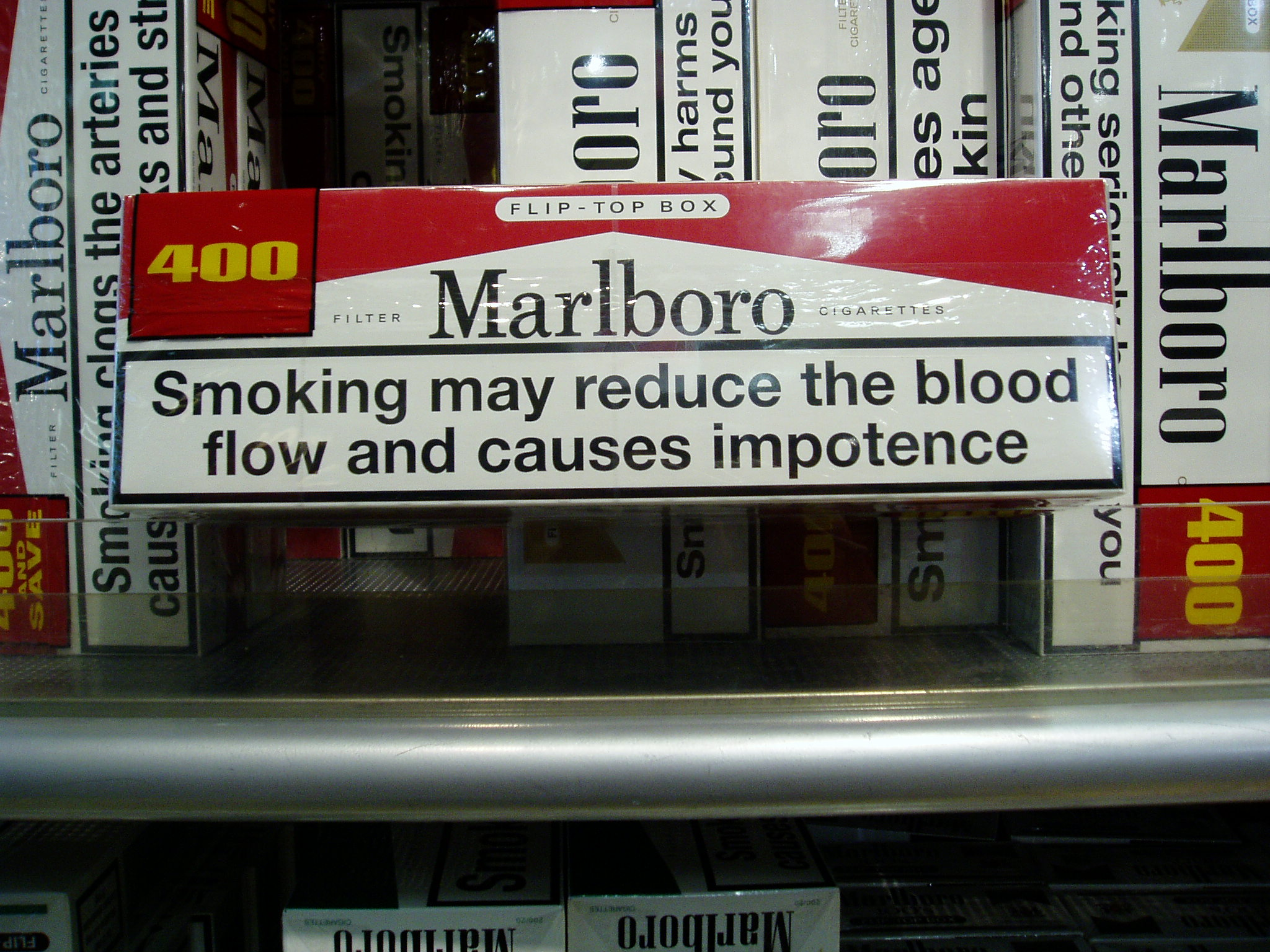
Caixa de 400 cigarretes Marlboro (Munic, Alemanya, 2006)

###### Embalatge
La mida d'un paquet sol estar regulada. Les agències governamentals solen establir una mida mínima de paquet. A molts països europeus, els augments de l'impost a les cigarretes poden fer que canviï la quantitat de cigarretes al paquet per aconseguir el mateix preu final.

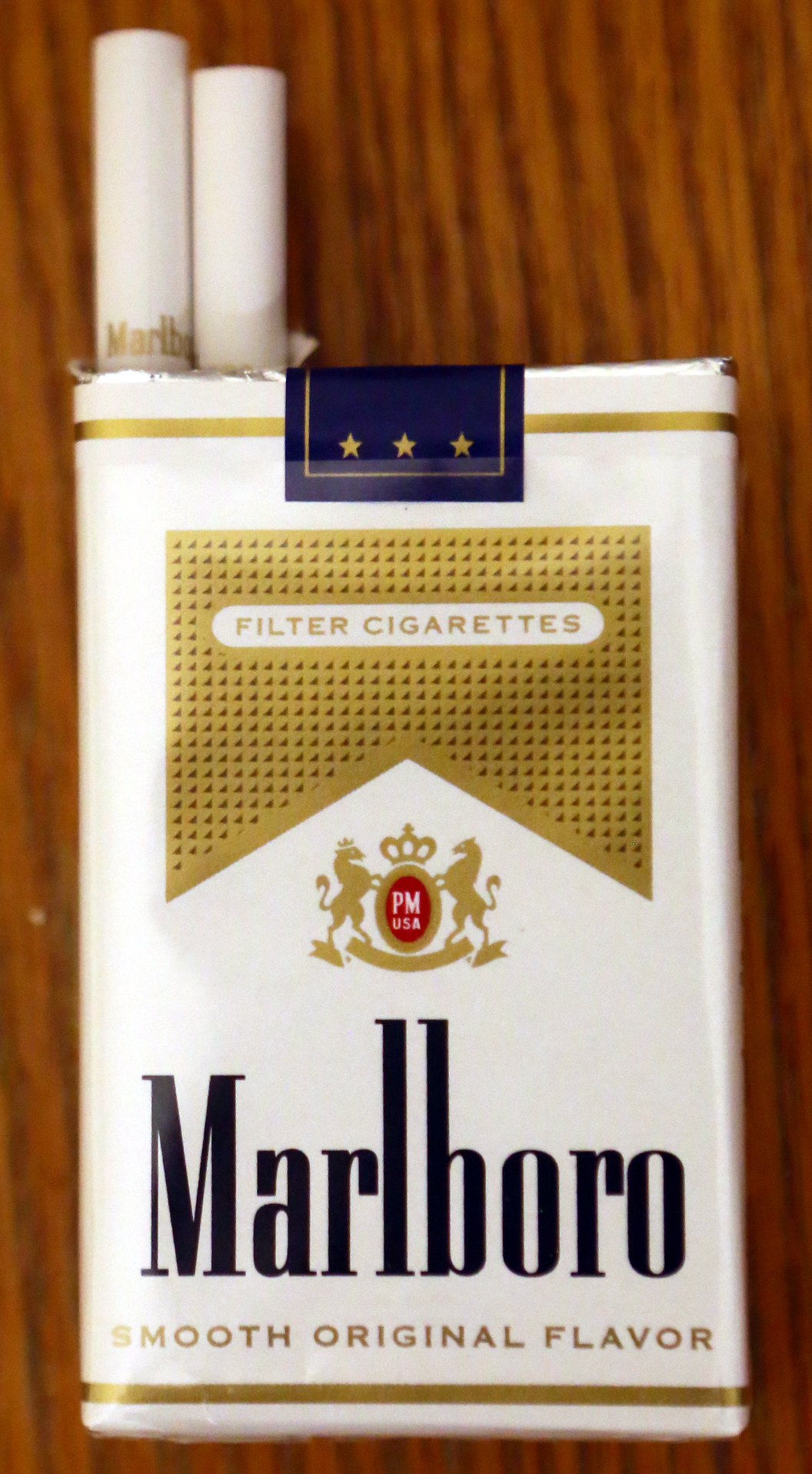
Un paquet tou de Marlboro Gold

A Austràlia, la quantitat més emprada per paquet és 25, però algunes marques en tenen 26 o 20 (el mínim legal), i també se'n venen 30, 40 i fins i tot 50 paquets. Al Canadà, la majoria dels paquets venuts tenen 25 cigarretes, però els paquets de 20 també són populars. A Malàisia, està prohibida la venda de paquets que continguin menys de 20 cigarretes. Als Estats Units, la quantitat de cigarretes en un paquet ha de ser d'almenys 20, i certes marques, com Export As, vénen en paquets de 25. A Irlanda és possible comprar cigarretes en paquets de 33. Al Regne Unit, les marques es venen únicament en paquets de 20. Al maig de 2017, les noves lleis que restringien les vendes de tabac a granel a múltiples de 30 o 50 g també van prohibir la venda de paquets de 10 barres i envasos de marca, introduint caixes de color verd llis .
El nou empaquetat té el nom de la marca en un tipus de lletra bàsic, i la major part del paquet està dedicat a advertiments sanitàries textuals i fotogràfiques. Mentre que les màquines expenedores més antigues de vegades dispensen paquets que contenen 16 o 18 cigarretes, les dimensions del paquet són les mateixes que les del paquet equivalent que en conté 20.

###### Caixa de cartró
Un cartró de cigarretes sol contenir 10 paquets, amb un total de 200 cigarretes. Algunes caixes contenen vint paquets, amb un total de 400 cigarretes.

## Paquet dur i paquet tou
Un paquet dur és l'estil habitual d'embalatge de cartró per a cigarretes comprats a les botigues, que consisteix en una caixa relativament estable. La pitillera rígida amb tapa abatible va ser introduïda el 1955 per Philip Morris. Això evita amb èxit que les cigarretes s'arruguin quan es guarden en una butxaca o bossa. El paquet dur està dissenyat perquè el fumador miri el nom de la marca i el logotip a la part superior del paquet cada vegada que l'obre, mantenint la marca fresca a la ment del consumidor i potencialment augmentant la lleialtat a la marca. Un paquet tou és una caixa feta de paper fi que normalment conté 20 cigarretes. Els paquets tous es poden considerar inconvenients ja que es trenquen fàcilment i no es poden tornar a segellar. Ofereixen la comoditat immediata de no haver d'obrir el paquet cada cop que el fumador vol fumar una cigarreta. Requereixen menys "espai de butxaca" físic quan queden menys cigarretes al paquet. En el cas de les marques nord-americanes, les cigarretes de paquet tou solen ser uns mil·límetres més llargs que els de caixa dura.

## Col·leccionisme
Els paquets de cigarretes són articles populars entre els col·leccionistes. Són excel·lents exemples de disseny industrial i una bona font per a estudis d'història social, cultural i de màrqueting. Els col·leccionistes solen basar les seves col·leccions en diversos criteris com la marca de cigarretes, el país de productor, el període, el missatge d'advertiment, etc. A més, és important per als col·leccionistes si els paquets estan buits o plens. Els paquets buits són més comuns i més barats que els plens. Els paquets complets es consideren rars i, per tant, solen ser més cars, especialment els paquets embolicats en cel·lofana original.

###### Paquet col·leccionable

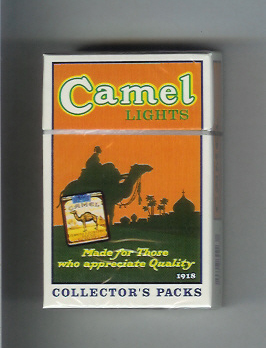
Paquet de Camel per a col·leccionista

Per animar els col·leccionistes de paquets de cigarretes, es van fabricar alguns paquets de cigarretes que presentaven un interès particular per als col·leccionistes. Hi ha paquets de cigarretes etiquetats com a "col·leccionables".
Algunes marques introdueixen packs promocionals per eludir les lleis de publicitat. Un exemple seria una promoció per temps limitat en què el paquet està fet de llauna amb la forma, el propòsit i l'aspecte duna pitillera per atraure compradors potencials. Es distingeixen per una decoració única o són molt antics o per alguna raó van ser retirats de la fabricació i per això es van tornar rars.

###### Marques de cigarretes de 1920 a 1930

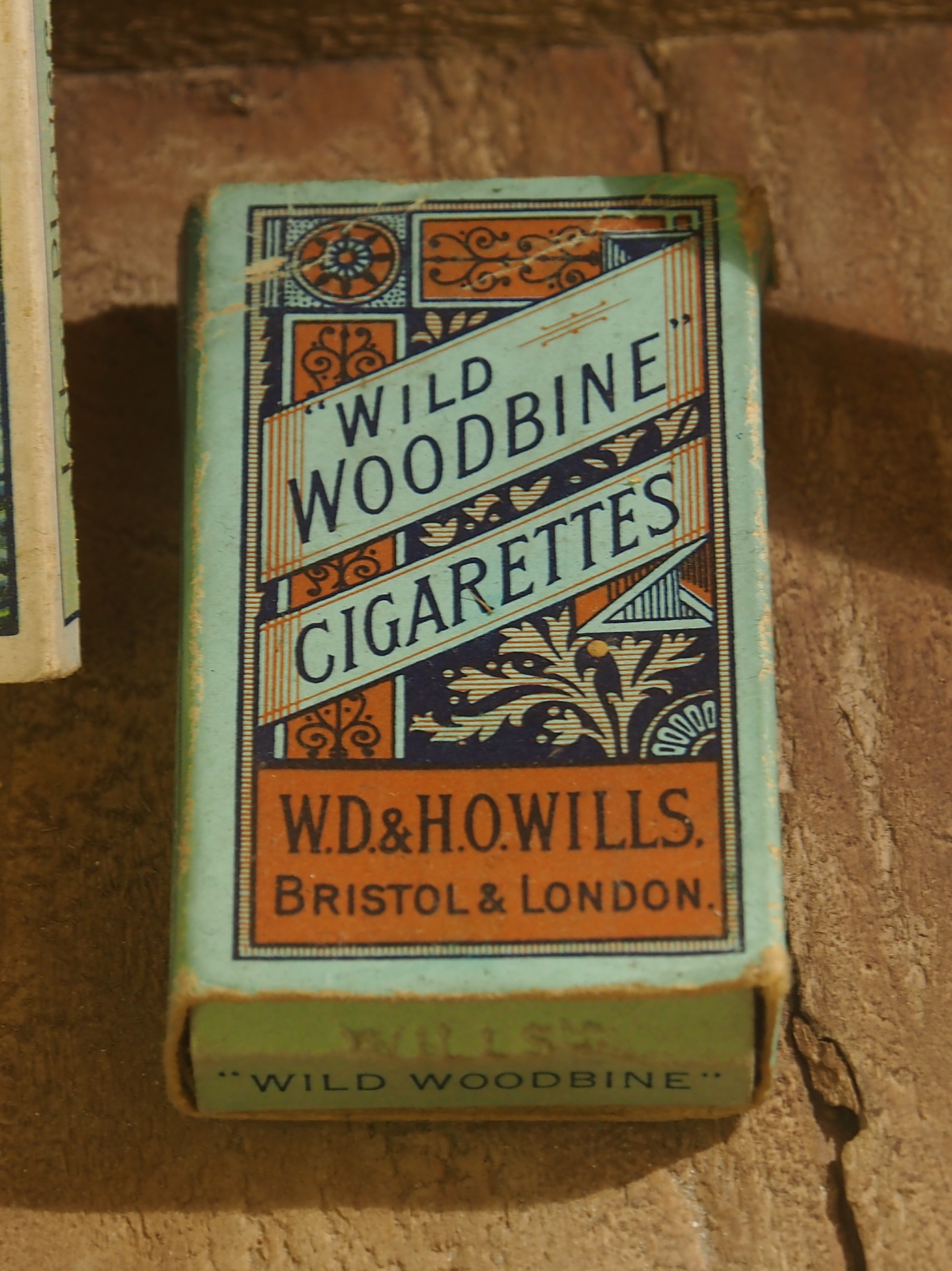
Paquet de cigarretes Wild Woodbine

Les marques de cigarretes més populars d'aquest període van ser Player's Navy Cut, Woodbine, Capstan, Craven 'A' i Black Cat. Els Woodbines eren cigarretes barats dirigits a la classe treballadora, mentre que Craven 'A' va ser una de les primeres marques de filtre dirigides inicialment a les dones.

###### Marques de cigarretes de la dècada de 1940.
Les marques de cigarretes més venudes de la dècada van ser Lucky Strike, Camel, Chesterfield i Old Gold. Aquella va ser l'època de creixement de tota la indústria tabaquera: durant la Segona Guerra Mundial les cigarretes es van incloure novament a les racions dels soldats.

###### Marques de cigarretes dels anys 50
Les marques de cigarretes més venudes de la dècada van ser les mateixes que a l'anterior excepte que la número 1 va ser Camel. Les altres marques van ser Balto, Morena, Encore, Gitanes i Kent. Les cigarretes s'anunciaven àmpliament a la televisió.

## Embalatge de tabac senzill
Els envasos de tabac impulsen la imatge de marca per atraure nous consumidors als seus productes de tabac i creen lleialtat a la marca. Per donar un impacte elegant als envasos de tabac, les empreses utilitzen diferents tècniques com làmines d'or i plata, estampat, perforació, desbussing, impressió amb tinta amb relleu, impressió digital i serigrafia. En general, l'empaquetat del tabac té un paper important en la publicitat i la promoció del màrqueting del tabac.
La introducció recent de l'empaquetat neutre contribueix a millorar la salut pública perquè els joves van dir que l'empaquetat neutre redueix la imatge positiva del tabaquisme i la possibilitat d'estímuls relacionats amb el disseny del paquet.
Alguns col·leccionistes van considerar la introducció de paquets simples com la fi de la recol·lecció de paquets de cigarretes, ja que els feia poc atractius. Els altres col·leccionistes es van adaptar a la nova realitat i van incloure variacions de missatges d'advertiment com un dels criteris en què es van basar les seves col·leccions.